# Kamionka (gmina Latowicz)
Kamionka – wieś sołecka w Polsce, położona w województwie mazowieckim, w powiecie mińskim, w gminie Latowicz. Leży nad rzeczką o nazwie Osmolanka – tu nazywanej Strugą.
W latach 1526–1795 należała do starostwa latowickiego. W latach 1795–1809 – pod zaborem austriackim. Od 1809 r. w Księstwie Warszawskim, guberni warszawskiej, powiecie siennickim, a od 1866 r. w powiecie mińskim (od 1868 nazwa powiatu nowomiński). W latach 1870–1954 należała do gminy Wielgolas, w latach 1955-1972 – do Gromadzkiej Rady Narodowej w Wielgolesie. Od 1973 r. należy do gminy Latowicz. W latach 1919–1939 była w granicach województwa warszawskiego, 1939-1945 w Generalnym Gubernatorstwie, 1946-1975 w województwie warszawskim, od 1975 do 1998 r. – w granicach województwa siedleckiego. Od 1999 r. znajduje się w województwie mazowieckim.
Wierni Kościoła rzymskokatolickiego należą do parafii Świętej Trójcy w Latowiczu.

## Historia
Najstarsze ślady osadnictwa pochodzą z epoki kamiennej i są to znalezione na pobliskich polach wyroby krzemienne. Odkryto tu naczynia z popiołami i ceramikę z okresu wczesnego średniowiecza.
Pierwsze wzmianki o wsi pochodzą z 1524 r. W XVI w. wieś liczyła 18 i pół włók ziemi, 30 domów i 180 mieszkańców. W 1613 r. liczba domów spadła do 19, a mieszkańców do 120. Najazd szwedzki spustoszył wioskę – w 1660 r. zasianych było 1½ włóki ziemi, ocalało 5 domów.
W 1789 r. w Kamionce było 10 domów w stanie dobrym. Należały do następujących rodzin: Chróst, Komorek, Olko, Dyła, Reda, Kaczorek, Ozimek, Zioło, Krawczak. Rodziny sołtysów: Redów, Chróstów, Plichtów i Czerniów posiadały przywileje od królów polskich i nadania ziem. Podczas powstania styczniowego w okolicach Kamionki rozegrał się epizod – dnia 11 marca 1863 r. miała miejsce potyczka powstańców z Rosjanami.
W XX-leciu międzywojennym Kamionka liczyła 30 domów. W Nowej Wsi usytuowany był wiatrak koźlak. Dnia 1 XI 1930 r. powstała Ochotnicza Straż Pożarna. Pierwszy zarząd tworzyli jej założyciele: Piotr Duszczyk (prezes), Józef Szostak (komendant), Franciszek Chróst (sekretarz), Władysław Reda (skarbnik) oraz Jan Woliński i Stanisław Jarzębski (członkowie zarządu). W latach 1932–1935 wybudowano remizę strażacką. W 1935 r. zostało założone Koło Gospodyń Wiejskich. W XX-leciu międzywojennym w Kamionce istniała 4-klasowa szkoła powszechna. W latach 70. XX w. Kamionka liczyła 330 mieszkańców i 70 domów. W 2009 r. wieś liczyła 76 domów i 549,85 ha gruntów.

## Etymologia
W 1524 r. zapisano po raz pierwszy nazwę „Camiennagrumada”, w 1551 r. – „Camionka”. W Księdze Ziemi Czerskiej w 1540 r. zapisano nazwę „Camijonka”, a następnie w 1565 r., w 1569 r. i późniejszych dokumentach zapisano „Kamionka”. Nazwa wsi odnosi się do położenia na kamienistym miejscu. Miejscowe legendy wskazują, że wieś zawdzięcza nazwę pogańskiej świątyni nazywanej „Kamionkiem”.

## Zabytki
Kamienny Krzyż – Kamienny Krzyż w Kamionce został ufundowany w 1898 r. przez Wojciecha Chrósta.
Kapliczka przydrożna – murowana przydrożna kapliczka znajdująca się w Starej Wsi Kamionka, wybudowana w 1838 r. przez Wojciecha Chrósta. Miała ona charakter osobistego wotum dziękczynnego. W 1983 r. została przebudowana przez Piotra Laskowskiego.
Kaplica mariawicka – drewniana kaplica przy skrzyżowaniu dróg z Latowicza, Walisk i Wielgolasu, w centrum Kamionki, została ufundowana przez Franciszka Chrósta i Ludwika Redę, gospodarzy z Kamionki, którzy uciekli z carskiej armii, a kaplicę wznieśli jako wotum dziękczynne za ocalenie życia. Wznosili ją rzemieślnicy, bracia Wojciechowscy z Siodła, w latach 1906–1910. W latach 30. XX w. mariawici stanowili ok. 25% mieszkańców Kamionki. Przed II wojną światową w Kamionce żyło 15 rodzin mariawickich, po wojnie – 7, obecnie – 2. Do Kamionki przyjeżdżali też mariawici z Dzielnika – 4 rodziny, Kiczek – 2 rodziny i Walisk – 1 rodzina. W kaplicy odbywały się odpusty na św. Walentego – 14 lutego i Świętą Trójcę. Wokół kaplicy rosną stare robinie akacjowe i kasztanowce liczące 2,2-2,4 m obwodu. >>> zobacz informacje o kaplicy